# Durofol

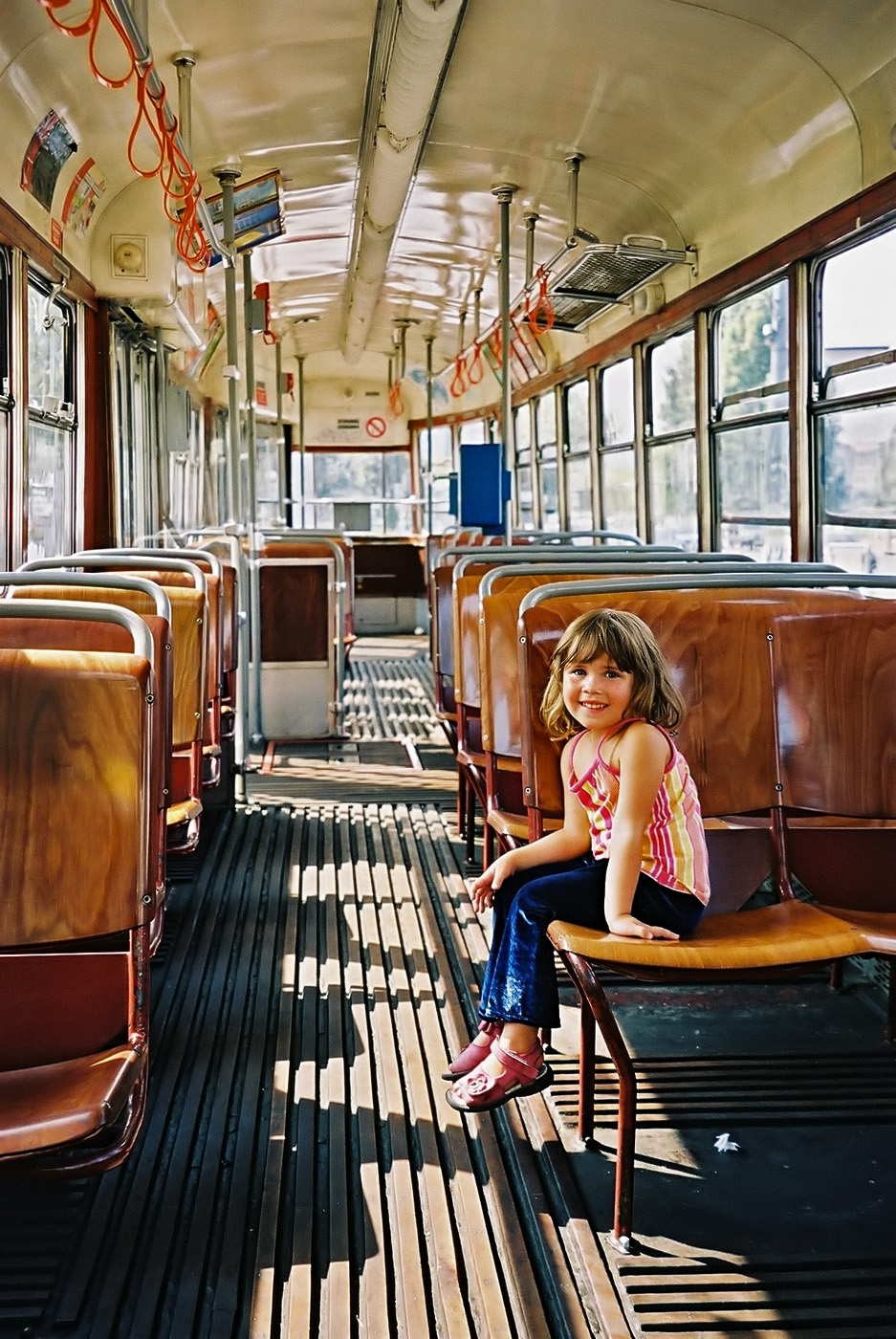
Wiener Straßenbahnwagen mit Durofol-Sitzen

Durofol ist ein Kunstharzpressholz bzw. Pressschichtholz mit sichtbarer Maserung. Die Furnierlagen werden dabei nicht nur verleimt, sondern vollständig mit Phenolharz getränkt und unter Druck und hoher Temperatur verpresst. Der Begriff ist eine eingetragene Marke und stammt vom einzigen Hersteller dieses Materials, der Durofol KG, J. Brangs & Co. aus Solingen, der späteren Durofol Presswerk GmbH.
In den 1950er und 1960er Jahren bestand die Bestuhlung vieler öffentlicher Verkehrsmittel aus Durofol. Später wurden sie meist durch gepolsterte Sitze abgelöst.
Ein weiteres Anwendungsgebiet waren Pistolengriffe. Heute findet man den Werkstoff Durofol noch bei Griffen von Essbesteck.

## Weblink
- P38 Grip Info